# マグドハバの戦い
マグドハバの戦い（Battle of Magdhaba）とは、地中海沿岸のアリーシュから約22km離れたシナイ砂漠にあるエジプトの小さな前哨点マグドハバ付近で行われた戦いである。
1916年後半、スエズ運河へ進撃しようとしたシナイ半島のトルコ軍はMagdhabaとRafaに守備隊を残し、パレスチナとの境界まで後退していた。
Sir Archibald Murray率いるイギリス軍はパレスチナへ進軍するためにそれらの守備隊を排除する必要があった。
戦闘は12月23日に行われ、連合軍の勝利で終わった。